# Mallemort
Mallemort [malmɔʁ] ist eine Stadt und Gemeinde mit 6190 Einwohnern (Stand 1. Januar 2022) im französischen Département Bouches-du-Rhône in der Region Provence-Alpes-Côte d’Azur.

## Geografie
Die Gemeinde liegt zwischen dem 17 Kilometer entfernten Cavaillon und dem 18 Kilometer entfernten Salon-de-Provence.
Der Ort liegt an der Durance, die die Grenze zum Département Vaucluse bildet.

## Name
Der Ursprung des Ortsnamens ist nicht eindeutig geklärt. Ältesten Quellen zufolge war einer der örtlichen Grundherren Pontius de Malamorte, im Jahr 1150 Erster Konsul der Grafen der Provence. 1092 erhielt der Ort den Namen „Castro Malemortis“. Im zwölften Jahrhundert wurde jener in „Mallemort“ geändert.

## Geschichte

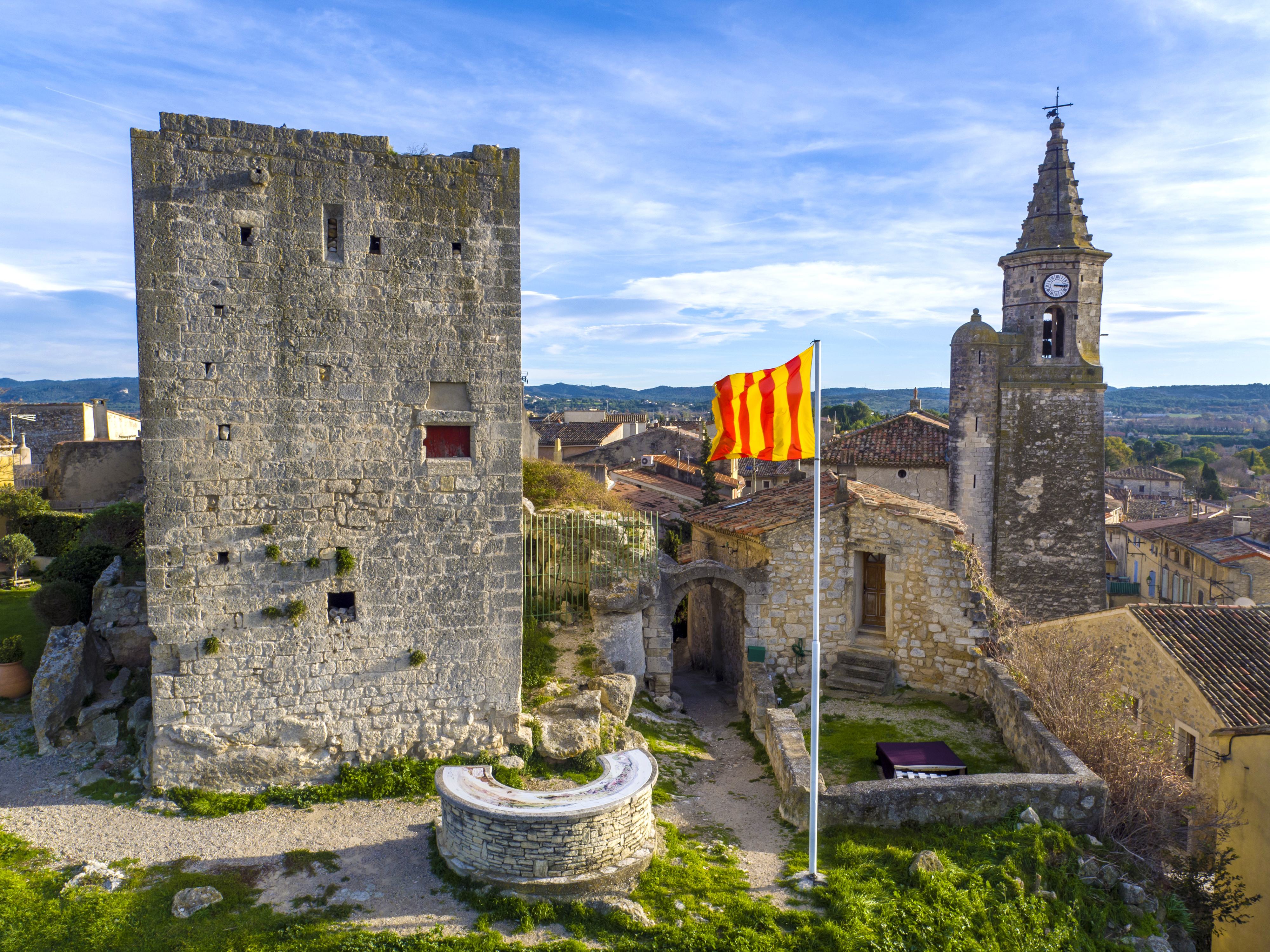
Burgruine und Kirche Saint Michel

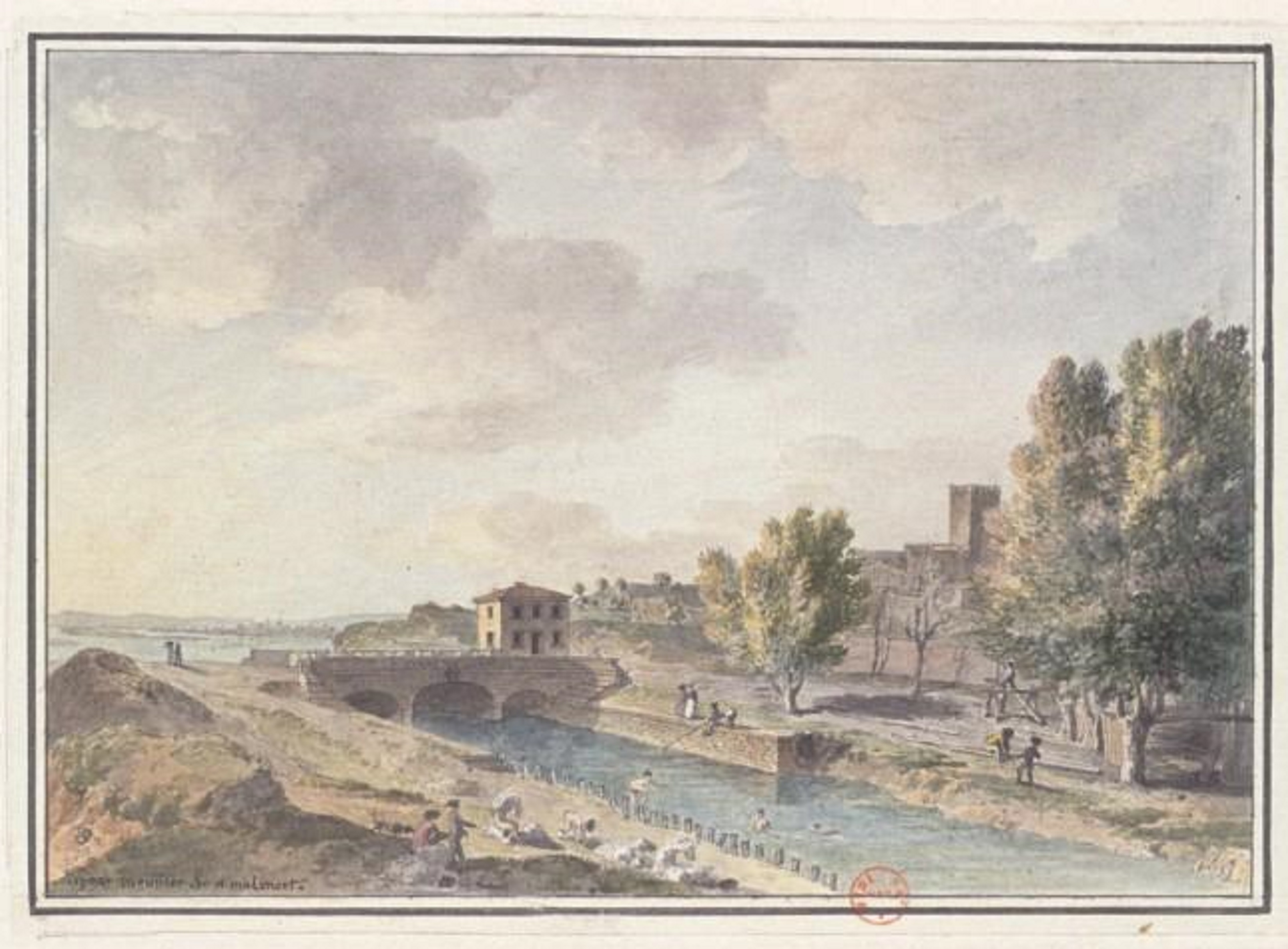
Canal des Alpines bei Mallemort

Unweit des Hügels, auf dem der Ort erbaut wurde, wurden Reste eines römischen Festungswalls entdeckt und Münzen aus jener Zeit gefunden. Caesar scheint in seinen Memoiren diese Anhöhe erwähnt zu haben.
Um 1150 hatte Mallemort bereits eine nicht unbedeutende Größe. Ritter des Johanniterordens besaßen dort Ländereien, eine Kapelle und ein Hospital. Beim Bau des Canal EDF entdeckte man im Jahr 1964, dass einige deren Häuser durch unterirdische Gänge miteinander verbunden waren.
1257 ging die Rechtsprechung an die Bischöfe von Marseille über, denen Mallemort von 1260 bis 1789 gehörte. Eine Fähre über die Durance brachte dem Ort im Mittelalter Bedeutung als Handelsplatz. Um den Handel zu stärken, siedelten die kirchlichen Herren um ihre Burg herum Juden an. Von deren Synagoge waren 1820 noch umfangreiche Reste zu erkennen.
1545 begann in Mallemort die Verfolgung der Waldenser. 1772 wurde der Canal des Alpines eröffnet, der die Landwirtschaft der Gegend mit Wasser der Durance versorgt. Er beginnt am Ortsrand von Mallemort und mündet in Arles in die Rhône.
Im Zuge der Französischen Revolution endete die Herrschaft der Marseiller Fürstbischöfe. Die Burg wurde geplündert und mit Ausnahme des Bergfrieds zerstört.

### Bevölkerungsentwicklung
| Jahr      | 1962 | 1968 | 1975 | 1982 | 1990 | 1999 | 2008 | 2018 |
| Einwohner | 3029 | 3090 | 3344 | 3946 | 4366 | 4984 | 5809 | 6084 |

## Wappen
Beschreibung: Im schwarzen Schild mit silbernem Bord, in dem der Ortsname „MAL LEM ORT“ in schwarzen Majuskeln steht, ein silberner Totenschädel, über dem eine goldene zweihenklige nach rechts gelegte Vase schwebt, und im Schildfuß zwei als Andreaskreuz gelegte silberne Gebeine.

## Kultur und Sehenswürdigkeiten

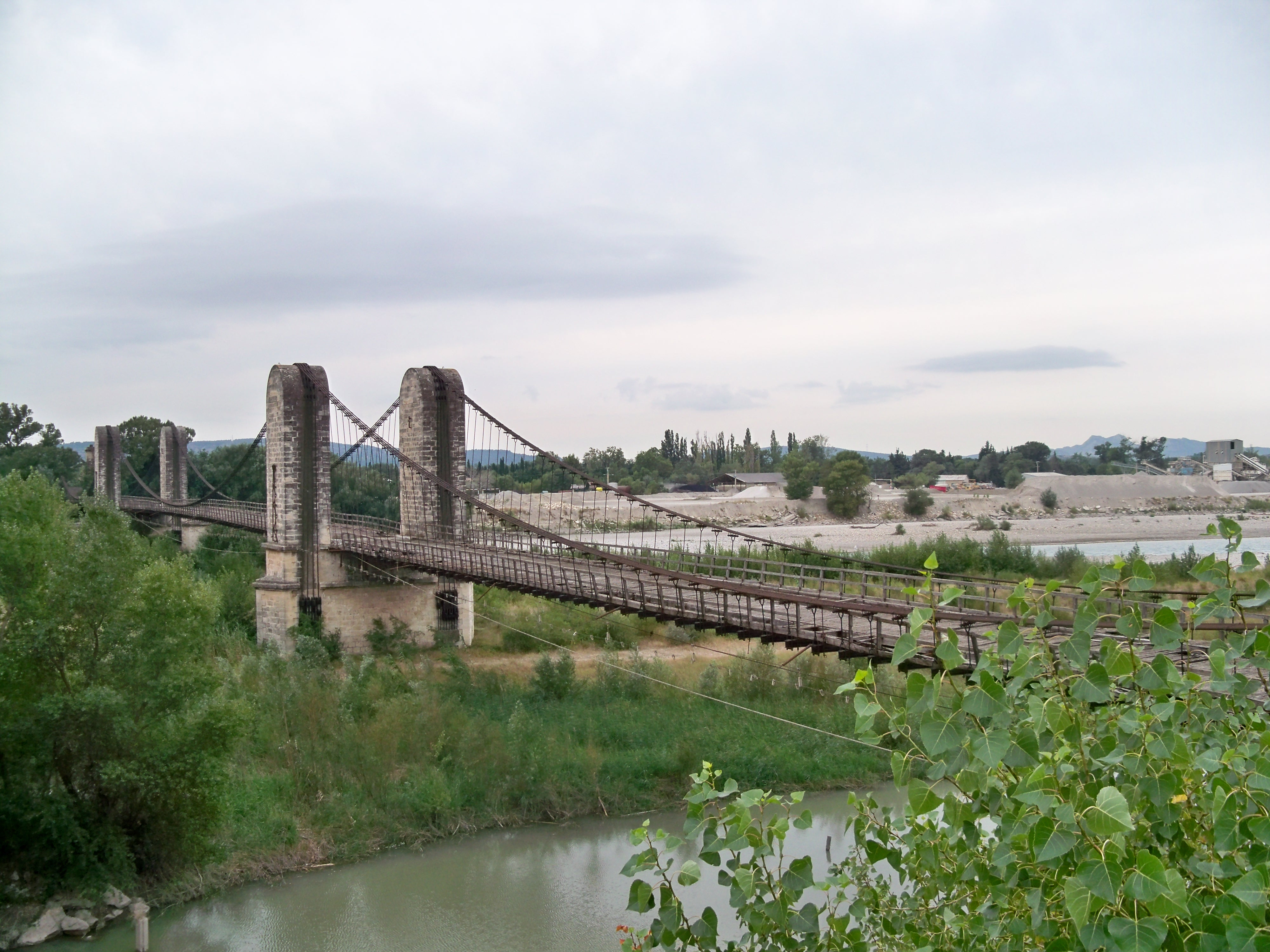
Hängebrücke über die Durance

- Burgruine mit erhaltenem Bergfried
- Kirche Saint Michel: Von 1771 bis 1756 zunächst an der Stelle des heutigen Friedhofs errichtet, wurde sie später Stein für Stein abgetragen und an der Place du 14 juillet im alten Ortskern wiederaufgebaut.[1]
- Hängebrücke über die Durance: Zwischen 1844 und 1848 erbaut, seit 1986 unter Denkmalschutz.
- Fahrzeugmuseum

## Wirtschaft und Infrastruktur

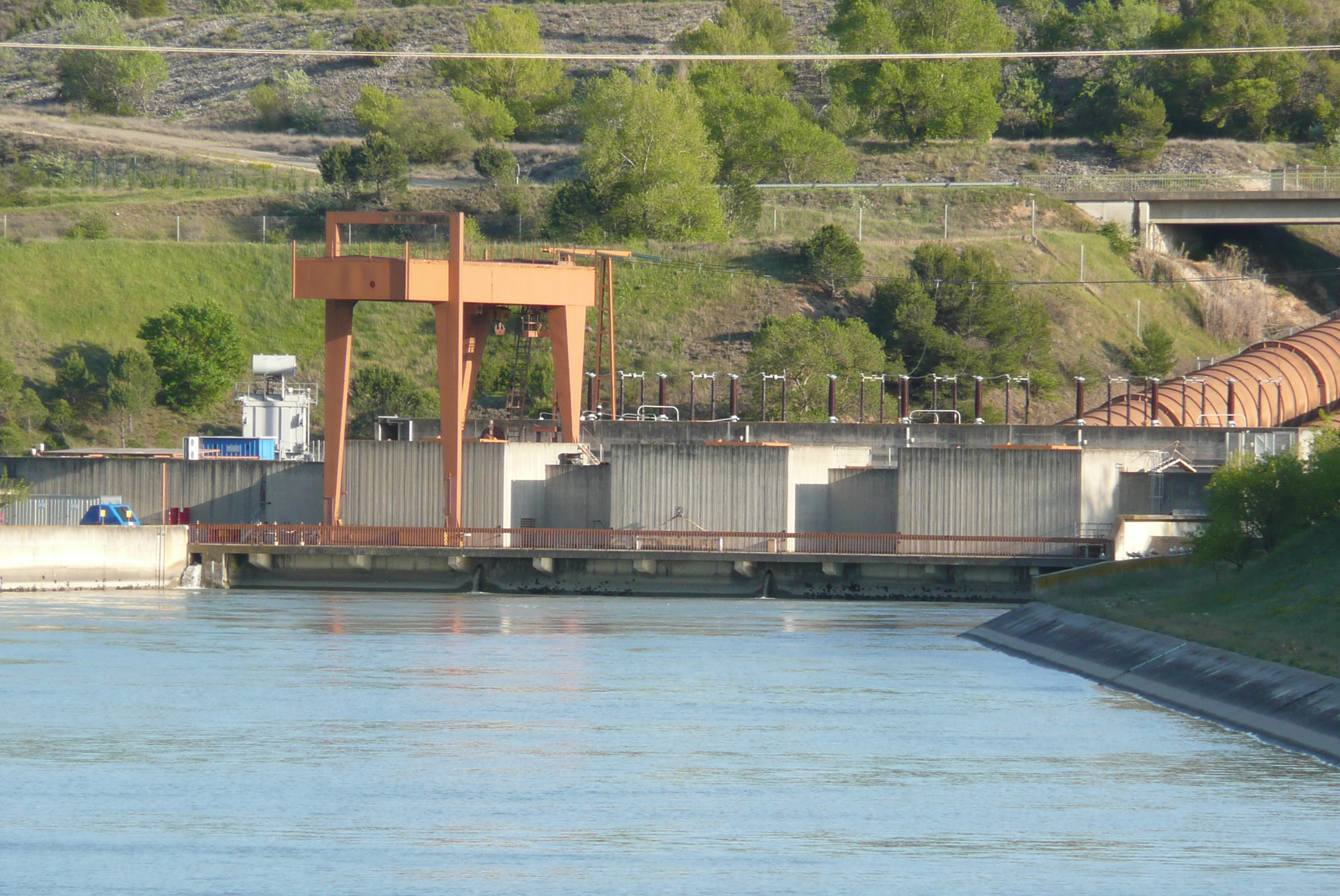
Laufwasserkraftwerk Mallemort

Im Juli 1889 eröffnete die Compagnie des chemins de fer régionaux des Bouches-du-Rhône die Bahnstrecke Eyguières–Meyrargues, an der der Ort eine Station (Bahnhof Pont-Royal Mallemort) erhielt. Bis 1914 verkehrten je Richtung vier tägliche Personenzüge, deren Zahl sich 1921 auf zwei verringert hatte. Zugunsten von Omnibussen wurde der Reiseverkehr 1936 aufgegeben, im Zweiten Weltkrieg dann vorübergehend nochmals aufgenommen. 1950 wurde auf der Strecke auch der Güterverkehr eingestellt.
In den 1960er Jahren baute das Energieversorgungsunternehmen Électricité de France (EDF) einen Kanal, der einen Teil des von der Durance geführten Wassers nach Süden zum Étang de Berre ableitet. Auf dem Gemeindegebiet ging 1971 ein Laufwasserkraftwerk mit einer Leistung von 404 GWh in Betrieb.

## Persönlichkeiten
- Camille Roqueplan (1802–1855), Maler
- Fernand Pauriol (1913–1944), kommunistischer Widerstandskämpfer